# Języki ajmara

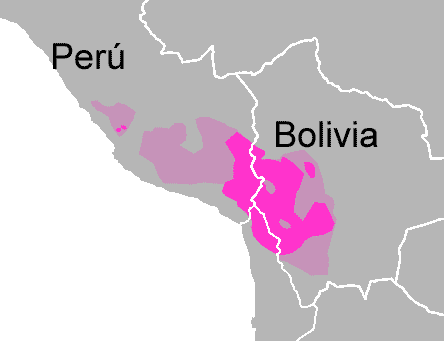
Zasięg występowania języków ajmara

Języki ajmara – rodzina języków autochtonicznej ludności Ameryki Południowej.
Do grupy ajmara zalicza się języki:
- język ajmara
- język jaqaru
- język kawki

## Klasyfikacja
- Fyla andyjska
  - Języki keczumarańskie
    - Języki ajmara
      - Makrojęzyk ajmara
        - Język ajmara środkowy
        - Język ajmara południowy

      - Języki tupe
        - Język jaquaru
          - Język kawki